# The Ooz
The Ooz è il terzo album in studio del cantautore britannico King Krule, pubblicato nel 2017.
la rivista italiana Rumore lo elesse "album dell'anno".

## Tracce
Testi e musiche di Archy Marshall, eccetto dove indicato.
1. Biscuit Town – 3:42
2. The Locomotive – 2:51
3. Dum Surfer – 4:23
4. Slush Puppy (Marshall, Kaya Wilkins) – 2:42
5. Bermondsey Bosom (Left) – 1:14
6. Logos – 3:50
7. Sublunary – 2:10
8. Lonely Blue – 4:44
9. Cadet Limbo – 4:52
10. Emergency Blimp – 2:54
11. Czech One – 4:15
12. A Slide In (New Drugs) – 3:05
13. Vidual – 2:19
14. Bermondsey Bosom (Right) – 1:05
15. Half Man Half Shark – 5:02
16. The Cadet Leaps – 4:21
17. The OOZ – 4:35
18. Midnight 01 (Deep Sea Diver) – 3:53
19. La Lune – 4:17